# Blaszka (medycyna)
Blaszka, łuska (łac. plax, lamella, ang. plaque) – w dermatologii, wykwit wtórny, wyniosły ponad poziom skóry, o średnicy powyżej 1 cm, powstały wskutek zlania się innych wykwitów, najczęściej grudek.

Blaszki są typowe dla obrazu klinicznego łuszczycy.